# Голландский фашистский союз
Голландский фашистский союз (сокращённо НФУ) (нидерл. Nederlandsche Fascisten Unie) — фашистская организация в Нидерландах. НФУ было основано 26 февраля 1933 года после раскола в Генеральной голландский фашистской лиги. Её лидерами являлись Карел Эдуард ван Харанте и Тони Хукаас.
НФУ приняло участие в парламентских выборах 1933 года в Нидерландах. Организация набрала 1771 голосов. В Гааге партия получила 0,19%, Амстердаме 0,03%, Харлеме 0,09%, Утрехте 0,18%, а в Зволле 0,28%. Вскоре после выборов организация прекратила существование.
НФУ издавало газету De Aanval.